# Immigration française au Paraguay
La présence française au Paraguay prend ses origines pendant la période coloniale, par la présence des réductions jésuites avec quelques immigrants isolés.
Par la suite, l'arrivée de plus de français a eu lieu, à la suite d'un contrat signé entre le gouvernement paraguayen et un armateur bordelais appelant Antonio López, qui a promis d'amener entre 800 et 900 immigrants basques, âgés de moins de 45 ans, catholiques et aptes à former une colonie agricole. Bien que l'armateur López n'ait pas respecté plusieurs clauses du contrat, il a envoyé 419 émigrants français au Paraguay, dont seulement 86 agriculteurs. La colonie Nouvelle-Bordeaux, actuelle municipalité de Villa Hayes, a été formée avec eux.
Les Français ont apporté d'importantes contributions dans les domaines de la religion, de l'éducation, des affaires militaires, de diverses activités industrielles et commerciales, de la colonisation des terres, ainsi qu'en botanique, géographie, musique, médecine, ingénierie, aviation, ethnologie, architecture, etc.

## Période coloniale

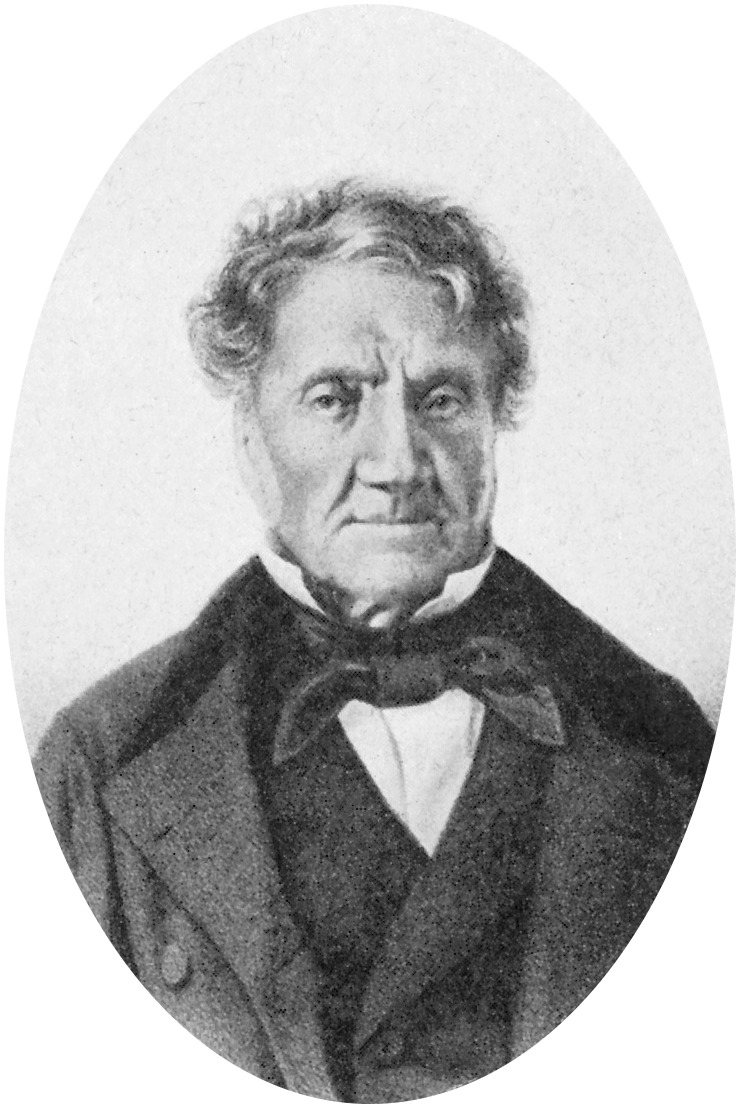
Bonpland Aimé (1773-1858)

Quelques missionnaires religieux français visitent le Paraguay au XVIIe siècle : ce sont les jésuites Claude Royer (arrivant de Bourgogne en 1617), Louis Berger (originaire de la province de Picardie), le père Rausonnier (figure importante de la lutte contre les incursions des mamelouks), également Nicolas Henard, Noël Berthot, Nicolas du Toit (l'auteur de la célèbre « Histoire de la province du Paraguay de la Compagnie de Jésus » publiée en 1673) .
Quelques noms de français présents au Paraguay colonial sont Claude de Fleurs, Pierre de Boscheré, Felipe Lemaire, Ignacio Chomé, Luis Berger, Felipe Viverois, Louis la Croix, Martin Schmidt, Juan Vaisseau, Santiago Lolie, Antonio Pernetti, Claude Ruyer , Nicolas du Toict, Barthelemy de Blende, Francisco de Chaveroix.
Après la deuxième expulsion des jésuites en 1767-1768, la présence française est interrompue.

## Aimé Bonpland
Le véritable pionnier de l'immigration française était le scientifique Aimé Bonpland, qui a dû faire un séjour forcé, sur ordre de José Gaspar Rodríguez de Francia, puisqu'il a été empêché de quitter le pays. Pendant sa captivité, M. Bonpland a été pleinement intégré au territoire paraguayen. Il a développé diverses activités en dehors de sa véritable vocation scientifique. Il travaille dans l'agriculture, crée une fabrique d'eau de vie et d'alcool, en plus d'une menuiserie et d'une serrurerie.
Bonpland était un exemple d'acculturation. Lorsqu'il a reçu l'avis de quitter le territoire, il était plutôt désolé. Dans son écriture, il nous montre que, même s'il n'a pas pu quitter le pays, il a mené une vie agréable et qu'il pouvait mener des activités qui lui plaisaient le plus.

## La nouvelle colonie bordelaise
Le Second Empire français reconnait le Paraguay en 1853 comme un État souverain. La même année, le président Carlos Antonio López envoie son fils, le général Francisco Solano López, en France pour renforcer les relations entre les deux pays.
Cette ouverture favorisée par Carlos Antonio López a déclenché l'arrivée au Paraguay d'un flux important de nouveaux immigrants français.
En 1855, quelque 419 Basques français ont été les premiers immigrants étrangers non espagnols à arriver au Paraguay. Ils étaient partis du port de Bordeaux sur le navire Aquitaine, acquis expressément par le général Francisco Solano López.
À cette fin, López avait offert entre 1 000 et 2 000 hectares à chacun des immigrants qui "venaient faire l'Amérique". L'arrivée des premiers immigrants a coïncidé avec l'ouverture du fleuve Paraguay aux navires paraguayens après deux décennies de blocus pour leur circulation vers le Río de la Plata, la seule voie d'accès maritime à Asunción.
López, qui accompagnait les immigrants sur son bateau Tacuary, a également amené avec lui sa femme française Elisa Alicia Lynch, avec qui il a eu cinq enfants jusqu'à la tragédie de la guerre qui a complètement détruit le pays.
Les colons sont arrivés à Asunción en 1856 dans trois bateaux à différents stades après un long et bruyant voyage. Les 419 émigrés se sont installés sur les terres attribuées par le gouvernement. À ses débuts, tout se développait normalement avec les cultures. Puis les difficultés ont commencé, il y a eu des plaintes concernant le climat, des désaccords avec la fertilité des terres, y compris le type de nourriture qu'ils consommaient. Bref, chaos et malentendus avec le gouvernement paraguayen à propos de tout ce qu'ils ont promis de faire dans l'accord signé.
Enfin, il y a eu des désertions, des arrestations de certains émigrés, des affrontements épistolaires entre les autorités paraguayennes et la diplomatie française par l'intermédiaire de leur agent consulaire à Asunción. Les relations entre la colonie et le gouvernement se sont tellement détériorées que le président Carlos A. López n'a trouvé d'autre solution que d'annuler le contrat signé avec les colons.
En effet, le peu de succès de la colonie est principalement dû à la qualité des recrutements effectués à Bordeaux. Parmi les quatre cents colons choisis, seulement une minorité, 26% étaient aptes à l'agriculture. Lorsque la colonie s'est dissoute, la plupart ont migré vers l'Argentine, mais malgré l'exode, certains colons sont restés au Paraguay.
Certains descendants de français restent toujours installés dans le vieux Nouveau-Bordeaux, avec des noms de famille tels que Lampert, Bouvier, Cattebecke, Audivbert et Lahaye.

## La Colonie Nouvelle-Picardie
En 1888, un groupe d'environ 400 Français est arrivé de Corrientes, pour créer la colonie Nouvelle-Picardie ou au lieu-dit Puesto Naranjo, aujourd'hui la commune de Fulgencio Yegros. Peu de temps après, d'autres colons allemands et suisses sont arrivés.
Yegros est considérée comme la première ville du Paraguay organisée à un niveau préétabli. Le plan de 102 blocs a été conçu par l'architecte français Marcel Gibrat, similaire à la ville argentine de La Plata, avec des rues diagonales qui convergent en une place centrale et quatre places voisines. Pendant la Première Guerre mondiale, d'après les habitants, Lorsque la France et l'Allemagne étaient en conflit, les colons de ces pays se serraient la main en signe de communion mutuelle.

## Influence française
Dans le domaine des forces armées. avec la mission militaire qui a visité le pays de 1926 à 1930 et a apporté une expérience décisive dans de nombreux domaines du domaine militaire qui a permis au Paraguay, avec du matériel français, de gagner la guerre du Chaco quelques années plus tard.
Dans le secteur de l'aviation, avec l'aviateur français Marcel Paillette qui, en 1912, pilotait l'avion avec lequel le président Eduardo Shaerer a effectué un vol de 14 minutes (étant le premier président sud-américain à voler en avion), ainsi que les chiffres légendaire de Jean Mermoz et Antoine de Saint-Exupéry qui ont fait des vols vers Asunción avec la compagnie Aéropostale.
Dans le domaine de l'ethnographie, les français qui ont apporté une contribution importante à l'étude des cultures indigènes du Paraguay : Jehan Albert Vellard, le chercheur Maxence de Colville, Pierre et Hélène Clastres, les anthropologues Lucien Sebag et Philippe Edeb (Piragi pour les autochtones aché-guayaki),,.
Dans le secteur éducatif, avec la création du Colegio San José, par les parents bayonnais de la Congrégation du Sacré-Cœur de Bétharram. Il a été créé en 1904 par les parents français Tonnédon, Lousteau, Sampoy, Bacquet et Lhoste. Les années suivantes, de nombreux autres prêtres sont arrivés, dont le père Marcelin Noutz, à qui l'hymne "Patria Querida" est dû.
D'autres noms se distinguent par leur contribution au développement du pays, un militaire, Amadée Mouchez, qui a remonté le Paraguay trois fois dans les années 1850, et Emanuel Bougarde la Dardye, tous deux cartographes qui ont travaillé sur la carte de la République et ont également décrit l'hydrologie paraguayenne.
Le botaniste Benedict Balansa, qui a effectué deux séjours au Paraguay, à partir de 1873, au cours desquels il a commencé à exploiter l'essence du petit-grain.
Le musicien François Sauvageot-Dupuis, arrivé en 1853 et qui serait le compositeur de l'hymne national du Paraguay, est considéré comme le fondateur de la première génération de musiciens professionnels et créateur des principaux orchestres de l'époque.
Il est possible également de citer le naturaliste et médecin français Alfred Demersay qui a publié son ouvrage "Histoire physique, économique et politique du Paraguay" en 1860 à Paris.

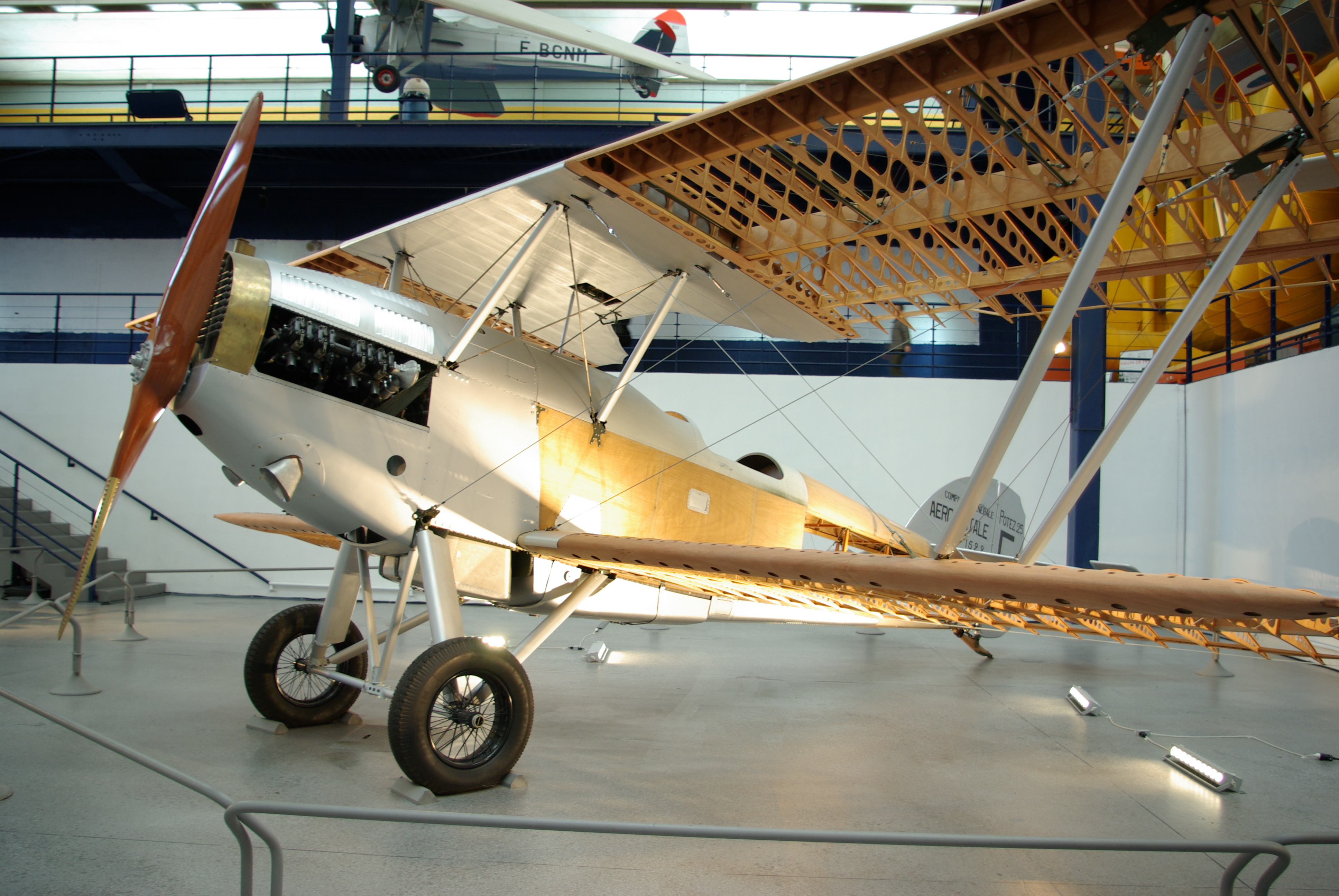
Avion Potez 25 de fabrication française utilisé durant la Guerre del Chaco.

## Léon Fragnaud
En 1922, au milieu de la guerre civile, Léon Fragnaud, technicien français de renom spécialisé dans le forage des aquifères, arrive au Paraguay, engagé par la société de forage de Puerto Casado pour chercher de l'eau. Ce technicien était largement connu en Argentine, car il a vécu pendant plusieurs années dans la station balnéaire de Mar del Plata, à qui en 1910 il a permis l'arrivée de l'eau courante à travers des puits artésiens, en plus d'avoir foré plus d'un millier de puits dans toute la province de Buenos Aires au début du XXe siècle.
De par son activité, M. Fragnaud s'est installé au Paraguay et a réalisé de nombreux puits pour des entreprises et des particuliers. Lorsque les choses sont devenues épineuses sur la question du territoire du Chaco, avec la mobilisation générale de 1928, le gouvernement s'est tourné vers les services du puits français, et a commandé le forage de nombreux puits dans le nord du Chaco, tels que ceux des forts de Tolède, Isla Po, Corrales, Carayá, Boquerón, etc.
Quelques années plus tard, la connaissance par la presse de l'angoisse ressentie par les combattants à cause de la soif le conduit à proposer à nouveau ses services à l'État paraguayen qui le mobilise, lui donnant pour mission de forer les puits nécessaires à l'approvisionnement l'eau aux forces en campagne. Pour ce faire, avec le grade de capitaine (H.C.), il a été nommé chef du Corps des Sapeurs-Capteurs, une unité dépendant de la Marine et des Arsenaux de Guerre.

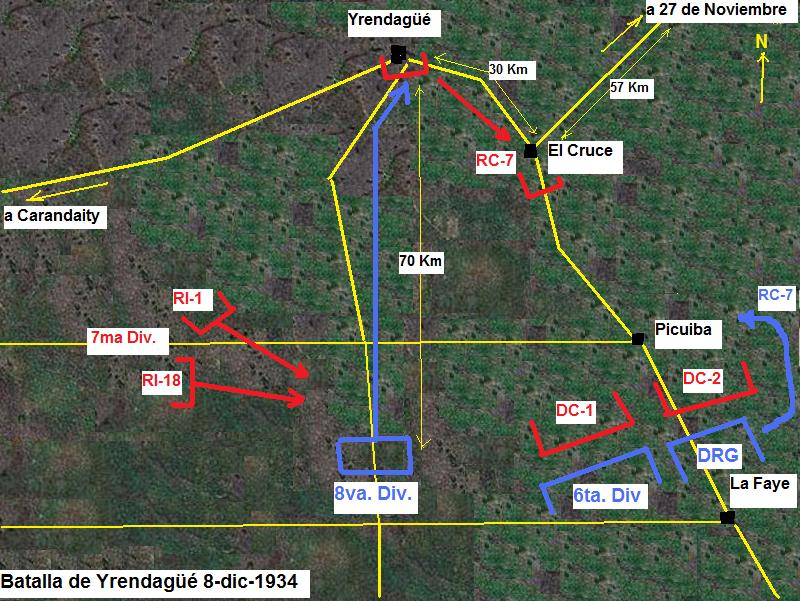
Plan de la bataille d'Yrendagué, où les puits français de Fragnaud ont été essentiels à la victoire du Paraguay.

A cette époque, Léon Fragnaud travaillait pour la sucrerie Censi & Pirotta, donc pour intégrer son unité de sapeur-collecteur, il a recruté 36 de ses collaborateurs, avec qui il s'installe sur le front de bataille, à la mi-septembre 1932. Certains de ses collaborateurs étaient Brígido Franco et les lieutenants Soto, Estigarribia, Ocampos, Camperchioli, Farías, Segovia, etc.
Déjà dans le Chaco, Fragnaud et ses collègues se sont consacrés à la tâche de fournir à l'armée de l'eau. Ils l'ont fait avec une telle efficacité que leur puits de Yrendague, en 1934, a consolidé le triomphe du Paraguay dans la guerre du Chaco.
Don León était déjà un vétéran dans de telles tâches. Lorsque la Première Guerre mondiale a éclaté, il a quitté ses affaires en Argentine, s'est rendu dans son pays pour se battre et est revenu, avec le prestige acquis sur les champs de bataille, dont celui de Verdun.
Le travail titanesque de Fragnaud et de ses sapeurs a permis à des milliers d'hommes de rester dans un environnement hostile et désertique. Pour ces mérites, il a été promu major (H.C.) et a obtenu la nationalité paraguayenne. Il a également obtenu la Cruz del Defensor, la médaille Boquerón, la Cruz del Chaco, ainsi que le nom d'une rue à son nom .